# National Board of Review de Melhor Diretor
O National Board of Review de Melhor Diretor é um dos prêmios de filmes anuais estabelecidos pela National Board of Review.

## Vencedores
- † = indica o vencedor do Oscar de Melhor Diretor.
- ‡ = indica o nomeado/indicado ao Oscar de Melhor Diretor.
- § = não indicado ao Oscar de Melhor Diretor

### Década de 1940
| Ano  | Vencedor             | Filme                                 |
| ---- | -------------------- | ------------------------------------- |
| 1945 | Jean Renoir ‡        | The Southerner                        |
| 1946 | William Wyler †      | The Best Years of Our Lives           |
| 1947 | Elia Kazan           | Boomerang! §                          |
| 1947 | Elia Kazan           | Gentleman's Agreement †               |
| 1948 | Roberto Rossellini § | Paisan (Paisà)                        |
| 1949 | Vittorio De Sica §   | Bicycle Thieves (Ladri di biciclette) |

### Década de 1950
| Ano  | Vencedor            | Filme                        |
| ---- | ------------------- | ---------------------------- |
| 1950 | John Huston ‡       | The Asphalt Jungle           |
| 1951 | Akira Kurosawa §    | Rashōmon                     |
| 1952 | David Lean §        | The Sound Barrier            |
| 1953 | George Stevens ‡    | Shane                        |
| 1954 | Renato Castellani § | Romeo and Juliet             |
| 1955 | William Wyler       | The Desperate Hours          |
| 1956 | John Huston §       | Moby Dick                    |
| 1957 | David Lean †        | The Bridge on the River Kwai |
| 1958 | John Ford §         | The Last Hurrah              |
| 1959 | Fred Zinnemann ‡    | The Nun's Story              |

### Década de 1960
| Ano  | Vencedor            | Filme                 |
| ---- | ------------------- | --------------------- |
| 1960 | Jack Cardiff ‡      | Sons and Lovers       |
| 1961 | Jack Clayton §      | The Innocents         |
| 1962 | David Lean †        | Lawrence of Arabia    |
| 1963 | Tony Richardson †   | Tom Jones             |
| 1964 | Desmond Davis §     | Girl with Green Eyes  |
| 1965 | John Schlesinger ‡  | Darling               |
| 1966 | Fred Zinnemann †    | A Man for All Seasons |
| 1967 | Richard Brooks ‡    | In Cold Blood         |
| 1968 | Franco Zeffirelli ‡ | Romeo and Juliet      |
| 1969 | Alfred Hitchcock §  | Topaz                 |

### Década de 1970
| Ano  | Vencedor               | Filme                                                     |
| ---- | ---------------------- | --------------------------------------------------------- |
| 1970 | François Truffaut §    | The Wild Child (L'enfant sauvage)                         |
| 1971 | Ken Russell            | The Boy Friend §                                          |
| 1971 | Ken Russell            | The Devils §                                              |
| 1972 | Bob Fosse †            | Cabaret                                                   |
| 1973 | Ingmar Bergman ‡       | Cries and Whispers                                        |
| 1974 | Francis Ford Coppola § | The Conversation                                          |
| 1975 | Robert Altman ‡        | Nashville                                                 |
| 1975 | Stanley Kubrick ‡      | Barry Lyndon                                              |
| 1976 | Alan J. Pakula ‡       | All the President's Men                                   |
| 1977 | Luis Buñuel §          | That Obscure Object of Desire (Cet obscur objet du désir) |
| 1978 | Ingmar Bergman §       | Autumn Sonata                                             |
| 1979 | John Schlesinger §     | Yanks                                                     |

### Década de 1980
| Ano  | Vencedor           | Filme                  |
| ---- | ------------------ | ---------------------- |
| 1980 | Robert Redford †   | Ordinary People        |
| 1981 | Warren Beatty †    | Reds                   |
| 1982 | Sidney Lumet ‡     | The Verdict            |
| 1983 | James L. Brooks †  | Terms of Endearment    |
| 1984 | David Lean ‡       | A Passage to India     |
| 1985 | Akira Kurosawa ‡   | Ran                    |
| 1986 | Woody Allen ‡      | Hannah and Her Sisters |
| 1987 | Steven Spielberg § | Empire of the Sun      |
| 1988 | Alan Parker ‡      | Mississippi Burning    |
| 1989 | Kenneth Branagh ‡  | Henry V                |

### Década de 1990
| Ano  | Vencedor            | Filme                    |
| ---- | ------------------- | ------------------------ |
| 1990 | Kevin Costner †     | Dances with Wolves       |
| 1991 | Jonathan Demme †    | The Silence of the Lambs |
| 1992 | James Ivory ‡       | Howards End              |
| 1993 | Martin Scorsese §   | The Age of Innocence     |
| 1994 | Quentin Tarantino ‡ | Pulp Fiction             |
| 1995 | Ang Lee §           | Sense and Sensibility    |
| 1996 | Joel Coen ‡         | Fargo                    |
| 1997 | Curtis Hanson ‡     | L.A. Confidential        |
| 1998 | Shekhar Kapur §     | Elizabeth                |
| 1999 | Anthony Minghella § | The Talented Mr. Ripley  |

### Década de 2000
| Ano  | Vencedor          | Filme                                          |
| ---- | ----------------- | ---------------------------------------------- |
| 2000 | Steven Soderbergh | Erin Brockovich ‡                              |
| 2000 | Steven Soderbergh | Traffic †                                      |
| 2001 | Todd Field §      | In the Bedroom                                 |
| 2002 | Phillip Noyce     | The Quiet American §                           |
| 2002 | Phillip Noyce     | Rabbit-Proof Fence §                           |
| 2003 | Edward Zwick §    | The Last Samurai                               |
| 2004 | Michael Mann §    | Collateral                                     |
| 2005 | Ang Lee †         | Brokeback Mountain                             |
| 2006 | Martin Scorsese † | The Departed                                   |
| 2007 | Tim Burton §      | Sweeney Todd: The Demon Barber of Fleet Street |
| 2008 | David Fincher ‡   | The Curious Case of Benjamin Button            |
| 2009 | Clint Eastwood §  | Invictus                                       |

### Década de 2010
| Ano  | Vencedor          | Filme              |
| ---- | ----------------- | ------------------ |
| 2010 | David Fincher ‡   | The Social Network |
| 2011 | Martin Scorsese ‡ | Hugo               |
| 2012 | Kathryn Bigelow § | Zero Dark Thirty   |
| 2013 | Spike Jonze §     | Her                |
| 2014 | Clint Eastwood §  | American Sniper    |
| 2015 | Ridley Scott §    | The Martian        |
| 2016 | Barry Jenkins ‡   | Moonlight          |
| 2017 | Greta Gerwig ‡    | Lady Bird          |
| 2018 | Bradley Cooper    | A Star Is Born     |